# Magisk kvadrat

Exempel på en magisk kvadrat.

En magisk kvadrat av ordning n är en kvadrat bestående av n² rutor ifyllda med heltal på så sätt att varje kolumn, rad och diagonal bildar samma summa. Kvadrater ifyllda med bokstäver eller symboler kan också benämnas som magiska kvadrater och var också ursprunget till dagens siffervarianter.
Summan för kvadratens kolumner, rader och diagonaler kallas för den magiska summan eller den magiska konstanten.
Det finns magiska kvadrater av alla ordningar förutom 2x2. Den triviala magiska kvadraten av ordning 1 består av en enda ruta.

## Olika varianter av magiska kvadrater
En magisk kvadrat av ordning n sägs vara normal, eller äkta, om dess siffror består av talföljden från 1 till n². Den magiska konstanten M för en normal magisk kvadrat, beror då endast n och har värdet;
{\displaystyle M(n)={\frac {n^{3}+n}{2}}}.  
Det finns bara en normal magisk kvadrat av ordning 3 som alltså är uppbyggd av siffrorna 1 t.o.m. 9. Den magiska summan blir då 15 (se bild ovan). Genom speglingar och rotationer kan man arrangera om denna kvadrat till totalt 8 olika varianter men de räknas då inte som självständiga magiska kvadrater. Går man upp i dimensioner ökar antalet kvadrater snabbt. För ordning 4 finns det totalt 880 helt olika kvadrater och för dimension 5 är man uppe i så mycket som 275 305 224 stycken.

Exempel på en magisk stjärna. De fyra talen på varje kant bildar den magiska summan

Förutom de normala magiska kvadraterna kan en mängd andra spännande magiska kvadrater med olika egenskaper bildas. Några exempel:
- En uppsjö av magiska kvadrater fås om man till exempel tillåter att samma siffra får upprepas mer än en gång, eller att siffrorna inte behöver komma i ordning med differensen ett, utan kan bestå av vilka talföljder som helst. Även negativa tal är en möjlighet liksom magiska kvadrater med bokstäver eller symboler.

- Det finns s.k. panmagiska kvadrater som uppfyller det extra kriteriet att inte bara huvuddiagonalerna utan också alla brutna diagonaler bildar den magiska summan.

- Magiska kvadrater av större ordningar än 3 kan ha delkvadrater som i sig är magiska kvadrater.

- Magiska primtalskvadrater är kvadrater fyllda med bara primtal.

- På senare tid har man börjat roa sig med att hitta magiska stjärnor, trianglar, kuber och andra former.

## Historia
Magiska kvadrater har förekommit i många olika kulturer och fascinerat människor genom tiderna. I sitt tidiga skede var kvadraterna tilldelade magiska eller religiösa egenskaper men uppskattades också, precis som idag, för sina roliga och intressanta problemlösaregenskaper.
Man misstänker att magiska kvadrater kan ha varit kända i Kina redan cirka 2000 år före Kristus.
En kinesisk legend berättar om hur människorna vid en flod försöker ge offer till en gud men hur istället en sköldpadda dyker upp ur vattnet. Sköldpaddan går omkring bland gåvorna och detta händer om och om igen tills ett barn uppmärksammar ett konstigt mönstret på sköldpaddans rygg, den magiska kvadraten kallad Lo Shu. Med hjälp av den moderna siffervarianten av den gamla kinesiska kvadraten av ordning 3 ser man lätt att den magiska summan är 15 och detta var antalet gåvor människorna skulle offra för att till slut göra guden nöjd. För en bild av den "ursprungliga" kvadraten, se 
| Lo Shu | Lo Shu | Lo Shu |
| ------ | ------ | ------ |
| 4      | 9      | 2      |
| 3      | 5      | 7      |
| 8      | 1      | 6      |

Från Kina ska den magiska kvadraten sedan ha spridit sig till Indien där det i källor från första århundradet finns angiven en magisk kvadrat av fjärde ordningen. Vidare härifrån spreds den till arabvärlden.
Så småningom kom den magiska kvadraten till Europa. Under medeltiden var det som man kallade för de sju planeterna; Saturnus, Jupiter, Mars, solen, Venus, Merkurius och månen, förknippade med magiska kvadrater i olika storlekar.

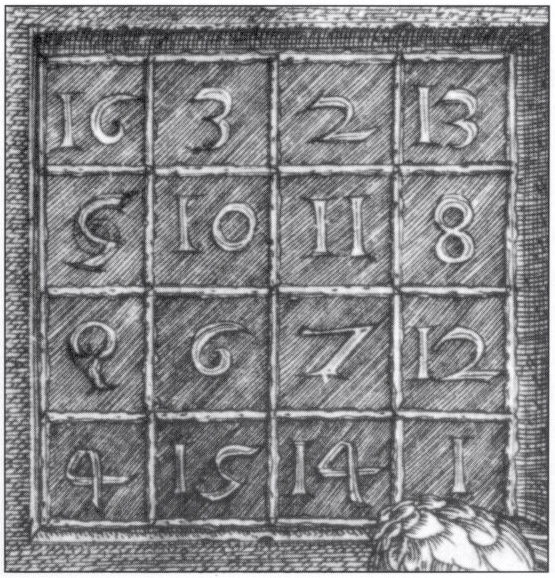
Detalj ur Melancolia I

Kanske en av de allra mest kända magiska kvadraterna av ordning 4 går att finna på verket Melankolin (Melancolia I), ett kopparstick tillverkat av den tyske konstnären Albrecht Dürer. Detta är en högst fascinerande magisk kvadrat då den har en mängd intressanta egenskaper. Dess magiska summa 34 går, förutom i rader, kolumner och diagonalerna, att finna på många andra ställen i kvadraten:

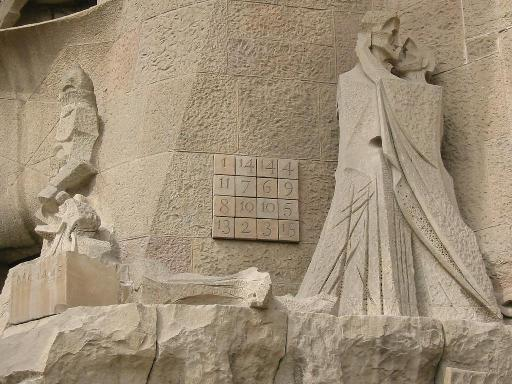
Magisk kvadrat på fasaden till La Sagrada Família

- De fyra mittersta cellerna bildar summan 34
- De fyra hörncellerna har summan 34
- De två innersta cellerna i rad 1 och 4 har summan 34
- De två innersta cellerna i kolumn 1 och 4 har summan 34.

Andra iakttagelser är att summan av de båda diagonalerna tillsammans är lika med summan av resten av cellerna. Också summan av kvadraterna på talen i de två diagonalerna är samma som summan av kvadraterna på resten av talen, och detsamma gäller deras kuber. Likaså kan man ta summan av kvadraterna på de två översta raderna och se att det blir detsamma som summan av kvadraterna för de två undre raderna. Detta gäller också för kolumn 1 och 2 mot kolumn 3 och 4. 
Vill man veta vilket år Albrecht Dürer gjorde sitt verk läser man av de två mittersta rutorna i nedersta raden och ser att kopparsticket tillverkades år 1514.

Ett annat exempel på en magisk kvadrat i konsten är den magiska kvadrat som finns på fasaden till katedralen La Sagrada Família i Barcelona. Denna kvadrat är till utseendet ganska lik den på Albrecht Dürers verk, fast den är inte normal och den magiska summan är istället 33, vilket står för åldern Jesus hade då han dog på korset.

## Algoritmer
Istället för att skapa magiska kvadrater genom att testa sig fram har det genom tiderna gjorts många algoritmer för att tillverka dem. Exemplen nedan utgår från normala magiska kvadrater.

### Kvadrater av udda ordning
Börja med att placera ut siffran 1 i den mittersta cellen i första raden. Tanken är sen att siffrorna ska placeras ut i talföljdsordning från 1 och uppåt enligt ett särskilt mönster. Enligt detta mönster ska talen placeras diagonalt uppe till höger om sin föregångare. Kommer man utanför kvadraten i ett av stegen, fortsätter man steget på andra sidan, dvs. i andra änden av raden eller kolumnen man hoppade ut från. Om rutan man kommer till är upptagen placeras siffran istället direkt under sin föregångare.
Denna metod fungerar närhelst man placerar ettan i mitten av översta raden. Nedan syns en femte ordningens kvadrat skapad på detta vis. Det går även bra att använda andra talföljder än den normala 1→n², bara differensen mellan talen är den samma.
| 17 | 24 | 1  | 8  | 15 |
| 23 | 5  | 7  | 14 | 16 |
| 4  | 6  | 13 | 20 | 22 |
| 10 | 12 | 19 | 21 | 3  |
| 11 | 18 | 25 | 2  | 9  |

De åtta varianterna av ordning 3:s normala magiska kvadrat skapas också lätt genom att inse att siffran 5 alltid står i mitten och de jämna talen (2, 4, 6 och 8) alltid är placerade i de fyra hörnen. Alla siffror runt femman ska vara placerade så att motstående par är tiokamrater, dvs de bildar summan 10 tillsammans.

### Kvadrater av dubbel jämn ordning
Med dubbel jämn ordning menas kvadrater med ordning delbar med 4. Här ingår alltså magiska kvadrater av ordning 4, 8, 12, 16… osv. Tekniken för denna algoritm är riktigt skojig och inte särskilt svår. Den kan delas in i tre steg. Varje steg belyses med ett exempel på en 8x8 normal magisk kvadrat.

#### Steg 1
I steg 1 målas ett punktmönster upp i kvadraten. Punkterna ska bilda minikvadrater (2x2) och ge upphov till ett schackbrädeliknande utseende. Det kan vara lättast att utgå från en minikvadrat i mitten som hittas lättast genom att ”pricka” de båda diagonalerna. Minikvadraten ska nu läggas ut över hela den stora kvadraten, hela tiden hörn mot hörn så långt det går, för att få mönstret. I de två nästkommande stegen ska siffrorna 1 till n² placeras ut.

#### Steg 2
| Steg 1 | Steg 1 | Steg 1 | Steg 1 | Steg 1 | Steg 1 | Steg 1 | Steg 1 |
| ------ | ------ | ------ | ------ | ------ | ------ | ------ | ------ |
| .      |        |        | .      | .      |        |        | .      |
|        | .      | .      |        |        | .      | .      |        |
|        | .      | .      |        |        | .      | .      |        |
| .      |        |        | .      | .      |        |        | .      |
| .      |        |        | .      | .      |        |        | .      |
|        | .      | .      |        |        | .      | .      |        |
|        | .      | .      |        |        | .      | .      |        |
| .      |        |        | .      | .      |        |        | .      |

I steg 2 placeras första omgången siffror ut. Detta görs genom att helt enkelt placera in siffra efter siffra med början längs första raden, från vänster till höger och sen ner genom raderna. Dock ska bara de celler markerad med en prick bli ersatta med sin siffra.
| Steg 2 | Steg 2 | Steg 2 | Steg 2 | Steg 2 | Steg 2 | Steg 2 | Steg 2 |
| ------ | ------ | ------ | ------ | ------ | ------ | ------ | ------ |
| 1      |        |        | 4      | 5      |        |        | 8      |
|        | 10     | 11     |        |        | 14     | 15     |        |
|        | 18     | 19     |        |        | 22     | 23     |        |
| 25     |        |        | 28     | 29     |        |        | 32     |
| 33     |        |        | 36     | 37     |        |        | 40     |
|        | 42     | 43     |        |        | 46     | 47     |        |
|        | 50     | 51     |        |        | 54     | 55     |        |
| 57     |        |        | 60     | 61     |        |        | 64     |

#### Steg 3
Nu ska resten av siffrorna fyllas i. De placeras ut på precis samma sätt som i steg 2 fast tvärtom, med början i undre raden, från höger till vänster, och sen upp genom raderna. Man räknar som tidigare igenom talen från 1 till 64, men fyller bara i på de tomma platserna. Klart!
| Steg 3 | Steg 3 | Steg 3 | Steg 3 | Steg 3 | Steg 3 | Steg 3 | Steg 3 |
| ------ | ------ | ------ | ------ | ------ | ------ | ------ | ------ |
| 1      | 63     | 62     | 4      | 5      | 59     | 58     | 8      |
| 56     | 10     | 11     | 53     | 52     | 14     | 15     | 49     |
| 48     | 18     | 19     | 45     | 44     | 22     | 23     | 41     |
| 25     | 39     | 38     | 28     | 29     | 35     | 34     | 32     |
| 33     | 31     | 30     | 36     | 37     | 27     | 26     | 40     |
| 24     | 42     | 43     | 21     | 20     | 46     | 47     | 17     |
| 16     | 50     | 51     | 13     | 12     | 54     | 55     | 9      |
| 57     | 7      | 6      | 60     | 61     | 3      | 2      | 64     |